# هاربین (فیلم)
هاربین (انگلیسی: Harbin؛‏ کره‌ای: 하얼빈) یک فیلم درام تاریخی زندگی‌نامه‌ای محصول کره جنوبی در سال ۲۰۲۴ به کارگردانی وو مین هو و با بازی هیون بین است.

## بازیگران
- هیون بین در نقش آن جونگ گون
- پارک جونگ مین در نقش وو دوک سون
- جو وو جین در نقش کیم سانگ هیون
- جون یو بین در نقش خانم گونگ
- پارک هون در نقش تاتسو موری
- یو جه میونگ در نقش چوی جه میونگ
- لیلی فرانکی در نقش ایتو هیروبومی
- لی دونگ ووک در نقش لی چانگ سوپ

## تولید
هایو مدیا کورپ در نوامبر ۲۰۲۱ اعلام کرد که هیون در فیلم هاربین حضور خواهد داشت. فیلم‌برداری در اوایل سال ۲۰۲۳ در لتونی آغاز شد.

## انتشار
هاربین نخستین بار در جشنواره بین‌المللی فیلم تورنتو، در ۸ سپتامبر ۲۰۲۴ به نمایش درآمد.